# 장기중학교 (경기)
장기중학교(場基中學校)는 대한민국 경기도 김포시 장기동에 있는 공립 중학교이다.

## 학교 연혁
- 2001년 1월 5일 : 장기중학교 학교설립 인가(7학급)
- 2001년 3월 1일 : 초대 이종성 교장 취임
- 2001년 3월 6일 : 1학년 입학식(140명)
- 2002년 2월 16일 : 제1회 졸업식(33명)
- 2002년 4월 16일 : 교훈탑 설치
- 2002년 4월 22일 : 급식소 개관(1층 조리실, 2∼4층 식당)
- 2003년 10월 10일 : 학교 숲 가꾸기(40종 5000주 식수)
- 2003년 11월 20일 : 도(道)지정 봉사활동 시범학교 운영
- 2005년 3월 2일 : 학칙변경(25(특1)학급)
- 2005년 12월 6일 : 다목적실 가현관 준공
- 2008년 10월 21일 : 도서관 책사랑 확장 이전
- 2008년 12월 30일 : 학교 교훈탑 정비
- 2016년 3월 1일 : 교육부 진로교육 연구학교 운영(1년)
- 2023년 9월 1일 : 제7대 조성택 교장 취임
- 2024년 1월 5일 : 제23회 졸업(376명, 연 6,998명)
- 2024년 3월 4일 : 2024학년도 입학

## 참고 자료
- 장기중학교 - 한국교육학술정보원 학교알리미